# Benedetto Ghislandi
Benedetto Ghislandi, nato Giovanni Fagino (Bergamo, 1460 circa – Bergamo, 1519), è stato un giurista italiano.

## Biografia

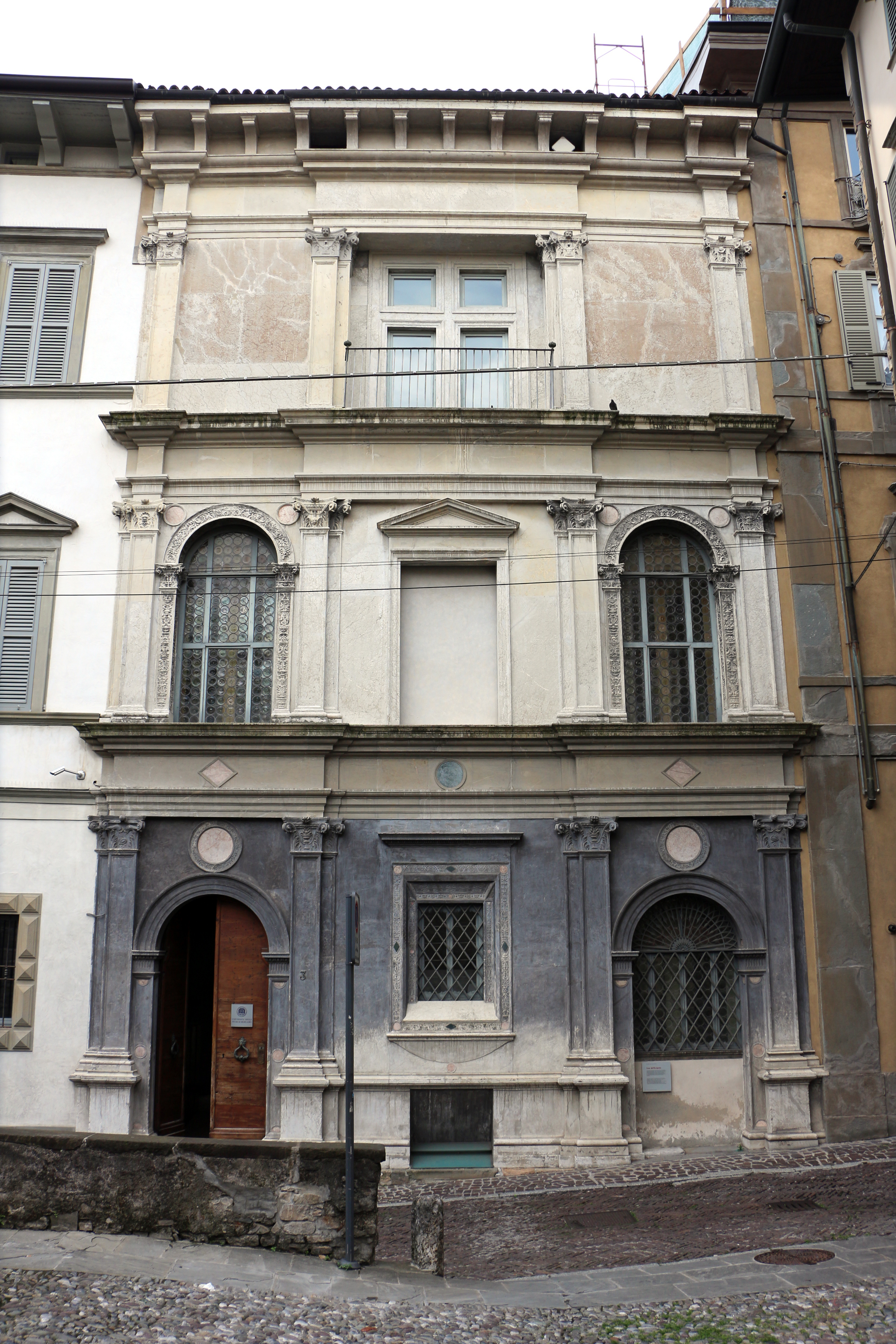
Casa Fogaccia o dell'Arciprete

Il nome di Benedetto Ghislandi, e la sua storia, sono legati alla Casa dell'Arciprete, il miglior esempio di architettura rinascimentale veneziana presente in Bergamo, che fece costruire e che abitò dal 1499 facendone anche il suo studio legale. La particolarità dell'uso del marmo non usuale a quel tempo nella città non fu subito ben accetto: 

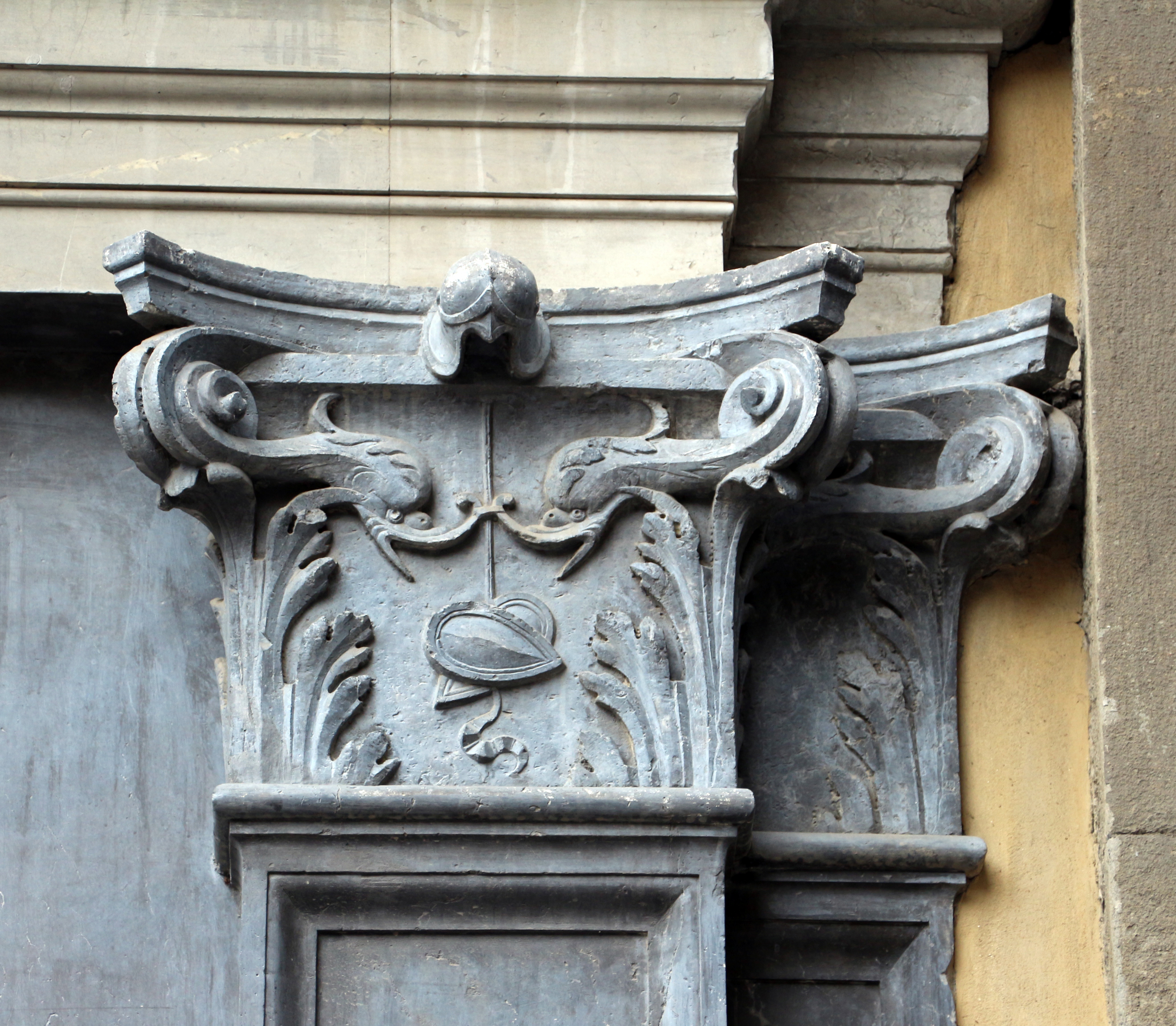
Casa di Benedetto Ghisleri-stemma Ghisleri

Giovanni Fagino, era il figlio naturale di Tonino, persona non nobile ma membro del Consiglio degli Anziani, quindi conosciuta nella città orobica, cambiò il proprio nome in Benedetto Ghislandi. Ottenne la laurea in diritto civile e canonico a Padova, venendo eletto nel 1481 membro del collegio dei Giudici di Bergamo. 

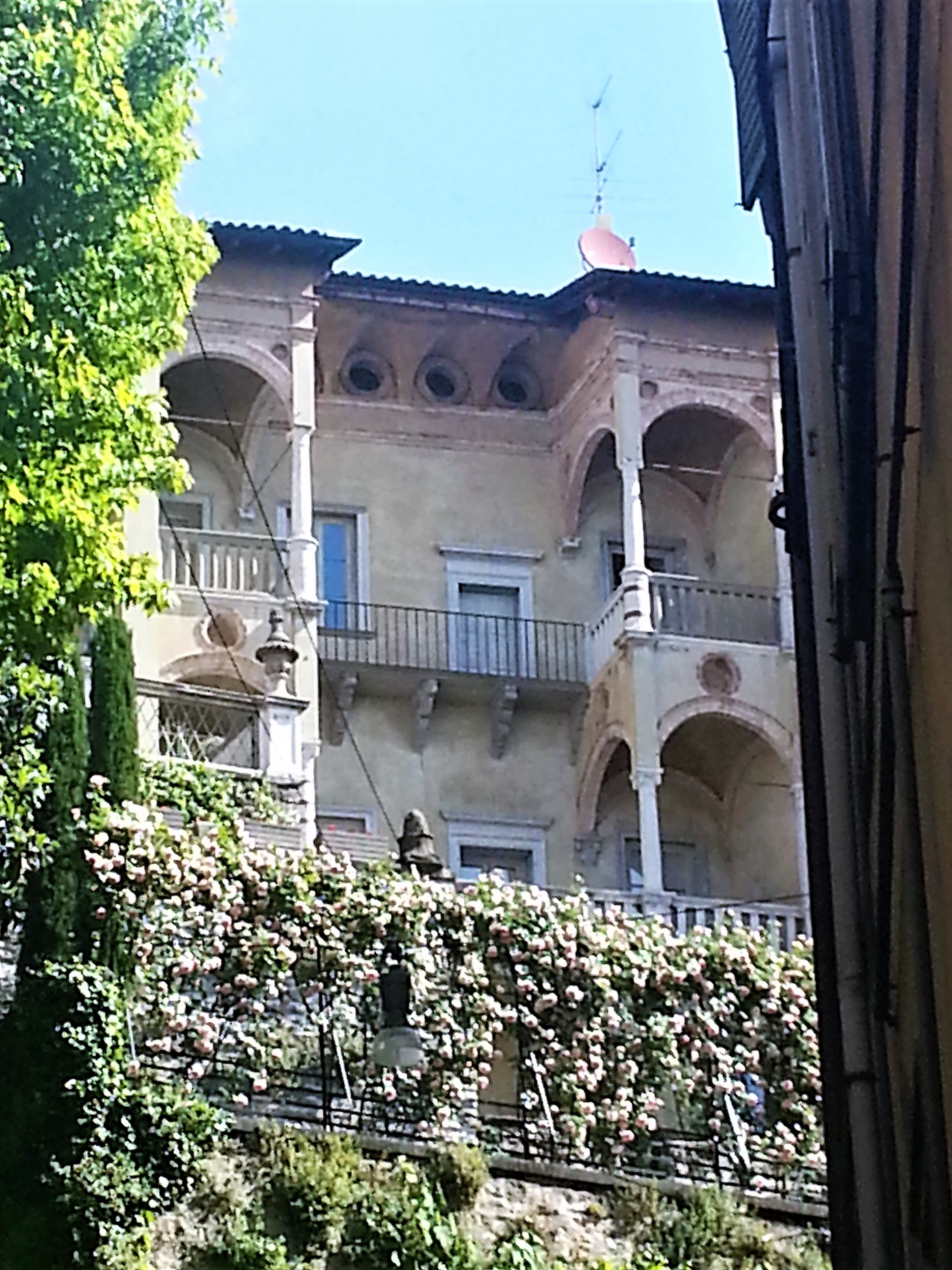
Palazzo Fogaccia o dell'Arciprete-via san Giacomo

La sua posizione sociale lo portò a frequentare i più noti letterati presenti in Bergamo, tanto che gli fu dedicato un sonetto da Guidotto Prestinari. Tra questi anche Marco Andreis Beretta, uno dei più famosi cronisti del tempo, che aveva sposato, proprio nel palazzo Fogaccia, Giovannina Crotta nel 1495, e Francesco Bellafino che convolò a nozze con Lucrezia Colleoni nel 1509. A questi atti notarili prematrimoniali presenziò anche l'architetto Andrea Ziliolo
Il Ghislandi dalla moglie Rosa Ceresoli ebbe una sola figlia, Giulia, che, alla giovane età di quindici anni, il 18 febbraio 1508, si unì in matrimonio con il conte Guidone orfano di Ugone Saneverini signore di Pandino, e indicato come elegante e studioso adolescente. Il matrimonio, che venne ufficiato nel palazzo del Ghislandi, fu benedetto nella chiesa di San Cassiano. Il giorno successivo le nozze, entrambi i giovani fecero ritorno alle case paterne. Solo tre anni dopo, il 4 ottobre 1511, con la morte di Fina Rangoni madre di Guidone, Giulia vestita a lutto e accompagnata da Giovannina Crotta, moglie del Beretta, fece il suo ingresso nel palazzo di Pandino. Ma il matrimonio ebbe una breve durata, Guidone venne assassinato il 19 agosto 1513 e Giulia, che non aveva avuto figli, ritornò a Bergamo. La giovane sposò poi in seconde nozze il 7 settembre 1519 il bresciano cavaliere Scipione Provaglio filo veneto, ottenendone una dote di 3500 ducati. La scelta non fu certo casuale, il Ghislandi voleva confermare la sua dedizione alla Repubblica veneziana. Pochi giorni dopo, il 17 settembre, dopo aver dettato il suo ultimo testamento moriva lasciando il suo posto nel consiglio cittadino al nuovo genero Scipione Provaglio.
L'8 settembre 1540, in uno dei pochi ritorni a Bergamo della figlia Giulia,  venne posta una lapide sulla tomba della chiesa di San Cassiano, il cui testo venne dettato dai suoi amici Beretta e Bellafino. Sarà Giulia, che non aveva avuto eredi, morendo lasciò tutte le sue proprietà, comprese quelle di Bergamo ai coniugi Gerolamo di Antonio Martinengo e Margherita di Francesco Martinengo della Motella, parenti del secondo marito.
Il Ghislandi fu un personaggio che nei primi anni del XVI secolo ebbe un ruolo importante nella città, numerose furono infatti le cause civili che lo videro legale. La finestra posta al piano terra riportava la scritta LUX ORTA EST IVSTO (è sorta la luce per i giusti), mentre su di un capitello è presente il suo blasone: due G separate da una fascia, sorretto da due delfini.
Tra suoi documenti ne risulta uno che lo vide testimone, il 17 luglio 1518 venne rogato dal notaio Battista Quarenghi, un atto nel suo studio tra Lorenzo Lotto prestans vir et pictor clarissimus e Marcantonio Cattaneo di Casnigo proveniente da una famiglia di Rivolta d'Adda. Il contratto era una lettera di assunzione tra l'artista e il suo allievo che lo obbligava a seguirlo ovunque:fosse opportuno o dove volesse andare in altri luoghi o città o terre o nel territorio bnergamasco o per l'Italia o fuori d'Italia e dalle parti della Gallia o della Germania o ovunque e quando fosse opportuno per lo stesso maestro Lorenzo o volesse andare a suo piacere e volontàì. La presenza dell'artista veneziano nella casa del giudice indicherebbe un rapporto di conoscenza e stima tra i due personaggi portando a ipotizzare che vi fosse anche una committenza tra i due tanto da indicare che il dipinto conservato nella pinacoteca degli Uffizi Susanna e i vecchioni datato 1517.